# Aeroport de Kerry
L'Aeroport de Kerry (en anglès: Kerry Airport; en gaèlic irlandès: Aerphort Chiarraí) (codi  IATA: KIR - codi ICAO: EIKY), està situat en el comtat de Kerry, a 15 minuts de Killarney i a 20 de Tralee. Per carretera, es troba a una hora de les ciutats de Cork i Limerick. Avui dia les dues úniques línies operàries són Ryanair i Aer Arann